# スラッシャー映画

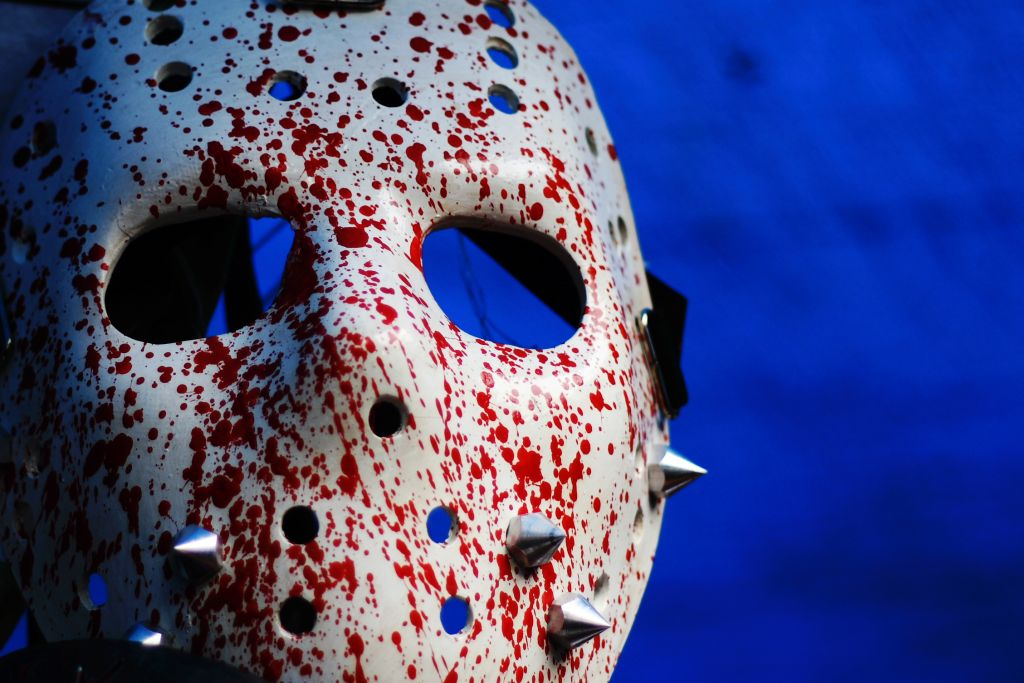
スラッシャー映画シリーズ「13日の金曜日」で連続殺人犯ジェイソン・ボーヒーズが着用したアイスホッケーマスクの複製には、偽の血が飛び散った。

スラッシャー映画（スラッシャーえいが、英語: slasher film）は、ホラー映画のサブジャンルのうち、サイコパスの殺人鬼が集団をつけ狙い、多くの場合は刃物で殺害する内容のものを指す。「スラッシャー」という用語は人殺しを含むホラー映画全体を指して使用されることがあるが、映画批評家はスラッシャー映画を、スプラッターやサイコロジカルホラーなどとは一線を画す特徴をもつ一つのサブジャンルであるとみなしている。
初期にはイタリアのジャッロ映画および『血を吸うカメラ』（1960）や『サイコ』（1960）などのサイコロジカルホラー映画から影響を受けたとされる。スラッシャー映画は1978年から1984年の間にピークを迎え、「黄金時代」と呼ばれた。著名な作品として、『悪魔のいけにえ』（1974）、『暗闇にベルが鳴る』（1974）、『ハロウィン』（1978）、『ファンタズム』（1979）、『13日の金曜日』（1980）、『血のバレンタイン』（1981）、『エルム街の悪夢』（1984）、『チャイルド・プレイ』（1988）、『キャンディマン』（1992）、『レプリコーン』（1993）、『スクリーム』（1996）及び『ラストサマー』（1997）などがある。何十年も前に公開されたスラッシャー映画で今なおカルト的人気を博しているものも多い。スラッシャー映画は、「古典期」（1974〜1993）、「自己言及期」（1994〜2000）、「新スラッシャー期（neoslasher）」（2000〜2013）の3つの時代に分けられる。

## 定義
スラッシャー映画は、過去の過ちが記念日などにひどいトラウマとして呼び起こされ、それが殺人鬼を刺激して殺人に駆り立てる、というお決まりの構造をもつ。映画は「つきまとい、殺す」という流れを中心に構築され、観客のカタルシス、休息、置き換えといった感情を性的快楽に結びついたものとして利用する。

### 一般的な技法
映画論では、映画の終盤でただ一人取り残され、殺人者の進行に立ち向かうことになる若い女性（男性のこともある）のことをファイナル・ガールと呼ぶ。例えば『ハロウィン』のヒロイン、ローリー・ストロード（ジェイミー・リー・カーティス）が典型である。ファイナル・ガールは、セックスに積極的な10代の若者たちの中にありながら処女とされることが多い。
スラッシャー映画の悪役はアンチヒーロー的特徴を帯びることがあり、殺人者の犠牲者ではなくむしろ悪役の継続的な努力に注目した続編が作られることがある（たとえば、マイケル・マイヤーズ、 フレディ・クルーガー、ジェイソン・ボーヒーズ、チャッキー、ハリー・ウォーデン、 レザーフェイスなど）。『スクリーム』シリーズは、スラッシャー映画には珍しく、各作品で設定が異なる（しかも終盤まで正体はわからない）仮面の殺人者ゴーストフェイスよりむしろ、ヒロインのシドニー・プレスコット （ネーヴ・キャンベル）に焦点を当てた連作である。

## 起源

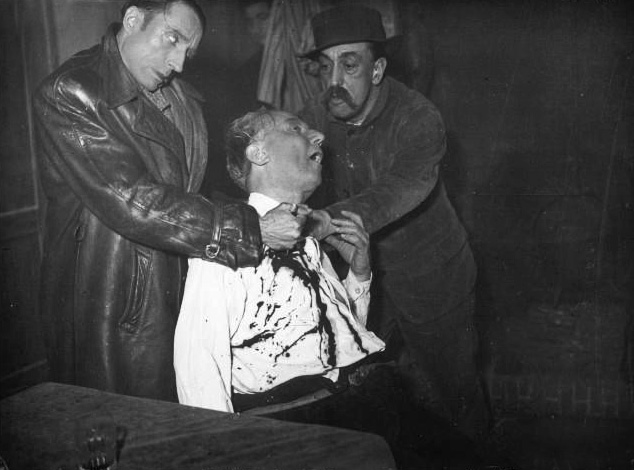
一部の批評家がスラッシャー映画への影響として挙げた形式であるグラン・ギニョールのシーン

人々が互いに暴力を振るうのを見ることの魅力は、 古代ローマ時代まで何千年も遡るが、グラン・ギニョール劇場で制作された19世紀後半のホラーの演劇で架空の物語が人気になった。モーリス・トゥールヌールの『The Lunatics』（1912）は、直感的な暴力を使ってギニョールの聴衆を引き付けた。このような映画は米国で世間の抗議につながり、最終的に1930年にヘイズ・コードが導入された。ヘイズコードは許容できないとみなされるセクシュアリティと暴力を規制するエンターテインメント業界の最初期の一連のガイドラインの1つであった。
推理小説作家メアリー・ロバーツ・ラインハートは、自著『The Circular Staircase』（1908）でホラー文学に影響を与え、同作を原作としたサイレント映画『The Bat』（1926）では、人里離れた邸宅の客がグロテスクなマスクを付けた殺人者によって脅かされる。同作の成功は、ジョン・ウィラードの1922年の舞台劇に基づく『猫とカナリヤ』（1927）および J・B・プリーストリーの小説を原作としたユニバーサル・ピクチャーズの『魔の家』（1932）を含む一連の「古く暗い家」映画が制作された。両方の映画で、町の住人は、後のホラー映画で繰り返し見られるテーマである奇妙な田舎の人々と戦っている。「逃亡中の狂人」のプロットに加えて、これらの映画は、長い視点のショットやプロットの暴力を推進する「父の罪」触媒など、スラッシャージャンルにいくつかの影響を与えた。

### 初期の映画の影響

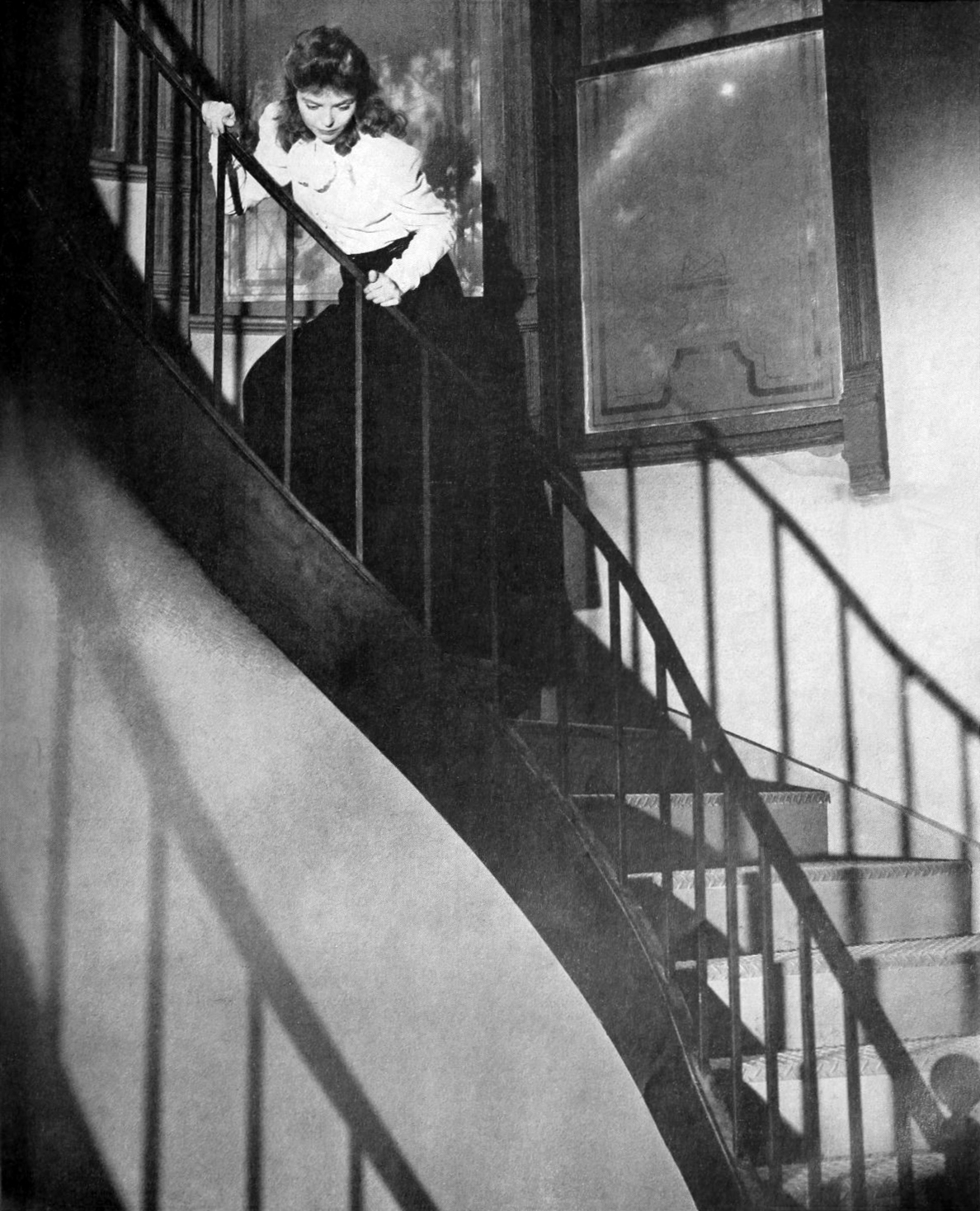
『らせん階段』(1946)のドロシー・マクガイア

ジョージ・アーチェインバウドの『殺しの占星術』（1932）は、後の映画『プロムナイト』（1980）および『鮮血！悪夢の卒業式』（1981）でも見受けられる、学校のアルバムを用いてかつての学校友達に対する復讐を企む人物の物語である。初期の例には、エドガー・ウォーレスの戯曲に基づく『The Terror』（1928）で復讐を求める狂人がいる。
B級映画の大御所ヴァル・ルートンは、殺人犯が女性を殺害した自身の罪を逃走したショーのヒョウに着せようとする『レオパルドマン 豹男』（1943年）を制作した。ベイジル・ラスボーンの『緋色の爪』（1944）でシャーロック・ホームズは、殺人犯が庭の五角除草器を繰り返し空中に振り上げ被害者へと振り下ろし殺害した事件を捜査するが、この（殺害シーンの）編集技術はこのジャンルではお馴染みのものになっている。ロバート・シオドマクの『らせん階段』（1946）は、エセル・リナ・ホワイトの小説『Some Some Watch』が原作であり、黒手袋をつけた殺人者から生き残ろうとする思いやりのある女性をエセル・バリモアが演じている。『らせん階段』はまたジャンプスケアの早期の使用を特徴としている。
イギリスの作家アガサ・クリスティの代表作である『そして誰もいなくなった』は、秘密の過去を持つ者達が孤島に集められ、一人ずつ殺されていく内容である。作中では童謡の一節に見立てた殺人が行われており、子供の頃の無邪気さと復讐殺人のテーマを統合している。『肉の蝋人形』（1953）、『悪い種子』（1956）、『Screaming Mimi』（1958）、『霧の夜の戦慄』（1959）及び『Cover Girl Killer』（1959）にはすべて、クリスティの文学テーマが組み込まれている。

### 1960年代のホラースリラー

アルフレッド・ヒッチコックの『サイコ』（1960）は、公開時に大成功を収め、スラッシャーというジャンルに決定的な影響を与えた

アルフレッド・ヒッチコックの『サイコ』（1960）は、暴力、性行為、さらにはシャワーシーンなど、映画スタジオでは受け入れられないと見なされていた視覚表現を用いた。この映画は、バーナード・ハーマンによる象徴的な楽曲を特徴としており、しばしばスラッシャー映画やホラー映画で模倣されている。同年に公開された『血を吸うカメラ』（監督：マイケル・パウエル）の物語は、死を迎える瞬間の表情を写真に撮るために、女性を殺す男の視点から描かれている。
『サイコ』は、ジャネット・リーがノミネートされた助演女優賞を含め4部門でノミネートされ、ノーマン・ベイツ役を演じたアンソニー・パーキンスに世界的な称賛が寄せられた。
この注目により、人気のある映画俳優達はホラー映画への出演を熱望した。ジョーン・クロフォードはウィリアム・キャッスルの『血だらけの惨劇』（1964） とジム・オコナリーの『姿なき殺人』（1967）に出演した。アルバート・フィニーはMGMの『Night Must Fall』（1964）（1937年のイギリス映画のリメイク）に、 ピーター・カッシングは『狂ったメス』（1968）に出演した。
ロンドンに本拠を置くハマー・スタジオは、サイコの成功に続いて『恐怖』（1961）、『惨殺!』（1963）、『Paranoiac』（1963）、『恐怖の雌獣』（1964）、『Fanatic』（1965）、『妖婆の家』（1965）、『Hysteria』（1965）及び『Crescendo』（1970）を公開した。ハマーのライバルであるアミカス・プロダクションは、『サイコ』の原作者ロバート・ブロックが脚本を務めた『Psychopath』（1968）を公開した。
フランシス・フォード・コッポラのデビュー作『ディメンシャ13』（1963）は、身内の不幸を追悼するために親戚が集まったアイルランドの城が舞台であり、そこで一人ずつ殺害されていく。ウィリアム・キャッスルの『第三の犯罪』（1961）は『サイコ』と『血を吸うカメラ』の両作が削除していた殺人シーンにおけるゴア表現を特徴としている。リチャード・ヒリャードの『夜のけもの』（1963年）は、枝を引きさげて被害者を見る黒手袋をつけた殺人者の視点を示し、 また全裸水泳シーンを呼び物としている。クラウン・インターナショナルの『Terrified』（1963）は、マスクをつけた殺人者を特徴としている。スペインの『象牙色のアイドル』（1969）は暴力的な殺人事件を特徴とし、後の（学校）キャンパスをベースにしたスラッシャーの先駆けであった。

### スプラッター、クリミ、ジャッロ映画
スラッシャー映画は、スプラッター映画やクリミ映画およびジャッロ映画から影響を受けている。
スプラッター映画は過剰なまでの流血に重きを置いている。ハーシェル・ゴードン・ルイスの『血の祝祭日』（1963）は、ドライブインシアターでヒットし、多くの場合最初のスプラッター映画と見なされている。ルイスはその後も『2000人の狂人』（1964）、『カラー・ミー・ブラッド・レッド』（1965）、『悪魔のかつら屋』（1967）、及び『血の魔術師』（1971）といった残酷映画の制作を続けた。このグロテスクなスタイルは、アンディ・ミリガンの『The Ghastly Ones』（1969）、『密室の恐怖実験』（1968）、『連続暴行魔』（1969）、『The Haunted House of Horror』（1969）に移行していった。
第二次世界大戦後のドイツは、イギリスの作家エドガー・ウォーレスの犯罪小説をクリミ映画と呼ばれる独自のサブジャンルに適合させた。クリミ映画は1950年代後半から1970年代初頭に公開され、 マーティン・ベッチャーやピーター・トーマスなどの作曲家のジャズ楽曲を伴う大胆な衣装の悪役を特徴としている。ロンドンを恐怖に陥れた殺人犯についての『Fellowship of the Frog』（1959）はアメリカで成功し『The Green Archer』（1961）や『Dead Eyes of London』（1961）のような類似の適応をもたらした。Rialto Studioは、1959〜1970年に32作のクリミ映画を制作した。

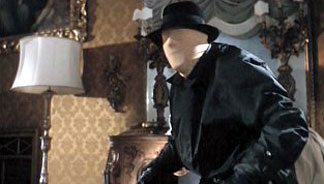
マリオ・バーヴァのジャッロ映画『モデル連続殺人!』（1964）に登場する覆面の殺人者

イタリアのジャッロスリラーは、 エロティシズムおよびサイコロジカルホラーと組み合わせた警察小説または殺人ミステリーである。ジャッロ映画では、壮大な方法で殺人を行う正体不明の殺人者が登場する。多くのアメリカのスラッシャー映画とは異なり、最もスタイリッシュなミラノファッションを身に着けているジェット族の成人がジャッロの主役として登場することが多い。これらの主人公は、殺人を目撃したり、犯罪の疑いをかけられるなどの酌量すべき状況によって事件に巻き込まれた部外者であることが多い。クリミ映画のように、ジャッロのプロットは風変りで現実離れした傾向があり、時折超自然な要素が物語の解決に使われる時がある。セルジオ・マルチーノの『影なき淫獣』（1973）は、過去の悪行に対する報復として、美しく性に奔放な女子学生達を狙う仮面の殺人者をテーマにしており、同作の終盤では、孤立した別荘で「ファイナル・ガール」が殺人者と対峙する。マリオ・バーヴァの『血みどろの入江』（1971）は、 湖岸の環境で独創的な死亡シーンを描いたミステリーであり、『13日の金曜日』（1980）と1981年の続編に大きな影響を与えた。ジャッロはアメリカの映画館やドライブインシアターで人気があったが、ヨーロッパよりも厳しく検閲されており、イギリスの広告ではスリルや暴力よりもセックスやヌードを売り込んでいた。イギリスのスリラー『血臭の森』（1971）とスペインのミステリー『A Dragonfly for Each Corpse』（1974）は、イタリアのジャッロに通ずるところが多い。『Death Steps in the Dark』（1977）はジャッロ映画のお約束を茶化した。『サスペリアPART2』（1975）と『The Blood-Stained Shadow』 （1978）の成功にもかかわらず、1970年代半ばまでにジャッロ映画は徐々に廃れ、収益の減少で予算の削減を余儀なくされた。 『Play Motel』（1979）や『Giallo a Venezia』（1979）などの低予算映画は、過激なハードコアポルノ描写を売りとした。

### エクスプロイテーション映画
1970年代初頭には、セックスと暴力に重きを置いたエクスプロイテーション映画が増加し、グラインドハウスやドライブインで上映されるようになった。ロバート・フューストの『女子大生・恐怖のサイクリングバカンス』（1970）は、わずかな予算を最大限に活用し、日光の下で撮影が行われ1960年代のゴシックホラーからそれとなく離れたことで1970年代のエクスプロイテーション映画ブームの火付け役となった。『恐怖の子守歌』（1971）は「ベビーシッターと2階の男」の 都市伝説をベースとした一方で、『愛欲の魔神島・謎の全裸美女惨死体（Tower of Evil）』（1972）は、殺人事件のあった離島の灯台でパーティーを開く若者達が味わう恐怖を題材としている。 ピート・ウォーカーは、『肉と血のショー』（1972）、『フライトメア』（1974）、『魔界神父』（1976）、『スキゾ』（1976）、『カムバック』（1978）でスローガン「悪評など無い」（no press is bad press）を用いて自身の映画のネガティブなレビューを宣伝してタブーを破り下劣な作品を求める視聴者を引き付けた。他の映画製作者はウォーカーの手法に倣い、『未亡人館の惨劇（Blood and Lace）』（1971）のポスターでは同作を「史上最も病的なPG指定の映画だ！」（sickest PG-rated movie ever made!）と表現し、『変態殺人犯!! 鉄ノ爪野郎』（1973）は、同作を「ゴア表現だけ」（gore-nography）と称している。
1974年までの間に、ポリティカル・コレクトネスとの戦いでエクスプロイテーション映画の人気は衰えていった。『ラブ・ブッチャー/白昼の人妻レイプ殺人』（1975）と『悪魔の息子』 （1976）のような映画は偏見を助長すると非難された一方で、低予算のインディペンデント映画『悪魔のいけにえ』（1974）は大ヒットとなり、『エクソシスト』以来最も商業的に成功したホラー映画になった。この物語は、カウンターカルチャーと伝統的な保守的価値観との間の文化と理想の暴力的な衝突に関するものであり、映画のキーキー鳴く敵レザーフェイスはチェーンソーを持ち、彼とその家族が食べる犠牲者の顔を被っている。悪魔のいけにえは模倣者を生み出し、その偽りの「実話に基づく」広告は犯罪ドキュメンタリーの再現作に取って代わられた。テクサーカナ月光殺人事件に基づいた『The Town That Dreaded Sundown』 （1976年）、サムの息子の殺害に基づいた『Another Son of Sam』（1977年）は、見出しと公共の魅力を利用した。ウェス・クレイヴンは、『サランドラ』（1977）でソニー・ビーン伝説を『悪魔のいけにえ』で提示されたテーマに基づいて近代化した。サランドラは新たな大きな経済的成功であり、クレイヴンの以前の映画『鮮血の美学』（1972）をめぐる論争によって傷ついた後の彼のキャリアを再始動させた。
休日をテーマにしたエクスプロイテーション映画『四人姉妹連続殺人/惨劇は浴室から始まった』（1972）、『All Through the House』（1972）、及び『聖し血の夜』（1973）に続いて、『暗闇にベルが鳴る』 （1974）は、フェミニズム、中絶、アルコール依存症など当時の社会的トピックを議論するためのテーブルとしてホラーを使用している。「家の中から殺人者が電話をかける」ギミックを利用する『暗闇にベルが鳴る』は、象徴的なホリデー中にかつて安全だった環境で若い女性が恐怖に陥るジョン・カーペンターの『ハロウィン』（1978）の視覚的およびテーマ的先行者となっている。ハロウィンのようにクラークの映画は冗長な視点で始まるが、殺人者のアイデンティティーの扱いが異なる。62万ドルの予算で405万3千ドルを稼いだにもかかわらず、『暗闇にベルが鳴る』は不必要な暴力を利用した「血みどろでスリルを得るための殺人」映画であるとのVarietyの不満と共に当初は批判された。最初のほどほどの興行成績にもかかわらず、映画は批評的再評価を受けており、映画史家はホラー映画ジャンルにおける同作の重要性を指摘し、一部はそれをオリジナルのスラッシャー映画としてさえ挙げていた。

## 黄金時代（1978〜1984）
一般的に、ジョン・カーペンターの『ハロウィン』が大ヒットした1978年から1984年はスラッシャー映画にとっての黄金時代とされており、一部の研究者はその6年間に公開された100以上の類似映画を引用した。殆どの映画は否定的な評価を受けているが、多くの黄金時代のスラッシャー映画は非常に収益性が高く、カルト的人気を確立してる。多くの映画は、「殺人者が10代の若者を狙う」という『ハロウィン』のフォーマットを模倣しているが、カーペンターの抑制された映画でのゴア表現とヌードを過激化させた。黄金時代のスラッシャー映画は、高校、大学、サマーキャンプ、病院などのアメリカの施設に潜む危険を利用した。

### 1978
『悪魔のいけにえ』 （1974）と『サランドラ』 （1977）のドライブインの成功に乗じた『The Toolbox Murders』は、迅速かつ安価に撮影されたが以前の映画のような関心を惹くことはなかった。エクスプロイテーション映画である『ダークライド/連続ヒッチハイカー殺人事件』は サンフランシスコを舞台にした連続殺人犯の物語で、同作はテッド・バンディとゾディアック事件の犯人からインスピレーションを得たとされている。『ハロウィン』の10月の公開に先立つ8月にジャッロに触発された『アイズ』（脚本・原案：ジョン・カーペンター）、9月に『babysitter in peri』とテレビ映画『ハイスクール・レイプ (Are You in the House Alone？)』が公開され、『アイズ』は700万ドルの予算に対して2000万ドルの収益を上げた。
フランスのヌーヴェルヴァーグの『顔のない眼』（1960）、SFスリラー『ウエストワールド』（1973）、『暗闇にベルが鳴る』（1974）の影響を受けた『ハロウィン』は、シリア系アメリカ人のプロデューサー、ムスタファ・アッカドから提供された30万ドルの制作予算を元にカーペンターが監督、作曲を行い、脚本は当時のガールフレンドでプロデュースパートナーのデブラ・ヒルと共同で執筆した。コストを最小限に抑えるため、撮影場所は削減され短期間で撮影された。ジャネット・リーの娘ジェイミー・リー・カーティスはヒロインのローリー・ストロードに起用され、ベテラン俳優のドナルド・プリースは『サイコ』でジョン・ギャヴィンが演じた人物のオマージュであるサム・ルーミス博士に起用された。『ハロウィン』のオープニングは、姉を殺す6歳の弟の視点から描かれている。これは『ミッドナイトクロス』（1981）や『ファンハウス/惨劇の館』（1981）などの多くの映画で模倣されたシーンである。カーペンターは処女の「ファイナル・ガール」を有利にするために、セックスに積極的な十代の若者たちを犠牲者にする脚本の執筆を拒否しているが、その後の映画製作者は「セックス＝死」の標語と思われるものをコピーした。
譜面なしで『ハロウィン』の初期カットを見せたとき、すべての主要なアメリカの映画スタジオは同作を配給することを拒否し、ある役員は怖くなかったと述べている。カーペンターは自分で音楽を制作し、映画はアッカドのコンパス・インターナショナル・ピクチャーズを通じて1978年10月にカンザス市の4ヶ所の劇場で上映された。口コミで映画は予想外の大ヒットとなり1978年11月のシカゴ映画祭の上映作品に選定され、そこで国内の主な批評家が本作を絶賛した。『ティーンエイジ・ミュータント・ニンジャ・タートルズ』（1990）に記録を更新されるまで、同作は世界で7000万ドル以上の収益を上げ、北米で2000万枚以上のチケットが売れたことで最も収益性の高いインディペンデント映画となっていた。

### 1979
テレキネシスを題材とした『デビルズ・ゾーン』は当初は成功しなかったが、ファンによる再評価を受けた。同年公開されたフレッド・ウォルトンの『夕暮れにベルが鳴る』は、北米で850万枚のチケットを売上げ、その年で最も成功したスラッシャー映画となった。その成功は、ベビーシッター（キャロル・ケイン）が「子供たちを確認したか？」と繰り返し電話で聞いてくる相手に挑発される同作のオープニングシーンに帰するところが大きいとされている。一方で、 バーレスクを題材としたレイ・デニス・ステッカー主演の『The Hollywood Strangler Meets the Skid Row Slasher』とアベル・フェラーラの『ドリラー・キラー』の収益は今ひとつであり、両作は浮浪者達に対するいわれのない（画面上の）暴力を扱っている。

### 1980
米国の第40代大統領としてロナルド・レーガンが当選したことは、映画での暴力の高まりに対する懸念を導く保守主義の新しい時代をもたらした。スラッシャー映画は、その商業的権力の頂点で、政治的および文化的な大渦の中心にもなった。 ショーン・S・カニンガムの予想外の大ヒット作『13日の金曜日』は、年間で最も商業的に成功したスラッシャー映画であり、売上は5970万ドルを超え、北米では約1500万枚のチケットを販売した。経済的な成功にもかかわらず、配給会社のパラマウント・ピクチャーズは、暴力的なエクスプロイテーション映画を公開するために同作を「貶めた」廉で批判された。またジーン・シスケルとロジャー・イーバートは同作を軽蔑したことで有名であり、シスケルは、シカゴ・トリビューンの彼のレビューで、興行収入にダメージを与えようと映画の殺人者の正体と末路を暴露し、視聴者が不平を言うためにパラマウント・ピクチャーズの会長の住所を提供した。MPAAは同作にR指定を許可したとして批判されたが、同作が画面上の暴力の許容レベルに新たな基準を設定したため、その暴力はゴア映画を後押しすることになった。同作から始まった批判は、その後数年間でのジャンルの最終的な衰退につながった。
小予算のスリラーである『悪魔のいる渚/サイレントスクリーム』と『プロムナイト』は、それぞれ790万ドルと1480万ドルの興行収入を得るヒットとなった。ジェイミー・リー・カーティスはインディペンデントのプロムナイトやスタジオ映画『テラー・トレイン』『ザ・フォッグ』に出演し「悲鳴の女王」の称号を得た。パラマウント・ピクチャーズのジョン・ヒューストン監督の『Phobia』は、推定2万2000枚のチケットしか売れなかったが、MGMのハロウィンのクローン作『血ぬられた花嫁』は約200万枚のチケットを販売した。有名なスラッシャースリラー2作品が抗議を受けており、ウィリアム・フリードキンの『クルージング』とゴードン・ウィリスの『エミリーの窓』は両作とも同性愛と精神病を同等視していた。クルージングは同性愛者の権利団体からの抗議を呼び、作品の公開はエイズ危機よりも前のことであったが、映画の同性愛者のコミュニティの描写は、ウイルス流行後の反発に拍車をかけることになった。
低予算のエクスプロイテーション映画『狙われた夜/血に染まる大晦日のロックパーティー』、『恐怖の火あぶり』、『レイプ・魔の標的』は女性の苦しみに専念したミソジニーであると非難された。映画監督のブライアン・デ・パルマによる『サイコ』のオマージュ作品『殺しのドレス』をアイオワ大学キャンパス上映するにあたり、全米女性機構 （NOW）から相次ぐ抗議が寄せられた。ウィリアム・ラスティグが手がけた『マニアック』は、ニューヨークの統合失調症を患った連続殺人犯を題材としており、その年において最も物議を醸すスラッシャー映画となった。同作は批評家から批判を受け、ニューヨーク・タイムズのヴィンセント・キャンビーは、映画を見るのは「他の誰かが吐くのを見る」ようなものだと述べた。同作はMPAAの審査を受けずに劇場公開され、興行収入は600万ドルだった。
アルフレッド・ヒッチコックの『サイコ』の影響は、20年後に『墓場の館』と『恐怖のいけにえ』で感じられた。リドリー・スコットの成功作『エイリアン』（1979）はスラッシャー映画『バイオ・スケアード/悪魔の遺伝子』と『ニンジャリアン』を含む同作独自のSFホラーサブジャンルを生み出した。『悪魔の棲む家』（1979）の8640万ドルの興行収入の成功は、『ブギーマン～死霊の鏡～』からビッグフットを題材とした『淫獣の森』まで、超自然への関心に拍車をかけた。ジョー・ダマトの恐ろしいイタリアのホラー映画『猟奇！喰人鬼の島』とオーストラリアのスラッシャー『悪夢のメモリー』は、このジャンルが国際的に広がっていることを示した。

### 1981
1981年の時点で、スラッシャー映画は飽和状態に陥り、『血のバレンタイン』や『バーニング』のような大々的に宣伝された映画は興行収入的に失敗だった。『13日の金曜日』の成功後、パラマウント・ピクチャーズは同様の成功を期待して『血のバレンタイン』を配給した。この映画はジョン・レノン殺害事件きっかけに厳しい検閲の対象となり、大幅に編集されて公開された。惹きつけるゴア表現を欠いていた『血のバレンタイン』は北米で200万枚のチケットを辛うじて販売したが、これは前年公開の『13日の金曜日』の販売数1500万枚を大幅に下回った。血のバレンタインとテーマが類似する『ローズマリー』は、『13日の金曜日』のトム・サヴィーニによるゴア効果で観客を魅了したいと望んでいたが、大規模なMPAA編集は全国的な配給会社を見つけることができなかった要因となった。同様の検閲を受けた作品『バーニング』でもサヴィーニの特殊効果を採用しているが、同作はブラッド・グレイ、 ホリー・ハンター、ジェイソン・アレクサンダー、フィッシャー・スティーヴンス、ボブ・ワインスタインとハーヴェイ・ワインスタイン （バーニングはハーヴェイ・ワインスタインの性的暴行の申し立てで名指しされた映画である）の長編映画デビュー作でもあった。
一方で、『ハロウィン』と『13日の金曜日』の利益がスタジオの関心を呼び、ワーナー・ブラザースの『他人の眼』（110万ドル）と『テラー・アイズ／恐るべき瞳（Night School）』（120万ドル）、パラマウント・ピクチャーズの『殺しのファンレター』（300万ドル）、ユニバーサル・ピクチャーズの『ファンハウス/惨劇の館』（800万ドル）、コロンビア ピクチャーズの『誕生日はもう来ない』（1000万ドル）など様々な成功を収めた。CBSのテレビ映画『ダークナイト（Dark Night of the Scarecrow）』は、このジャンルを小さな画面（テレビ）へともたらした。2つの続編では、前作よりも死者数が多くゴア表現も多かったが、それに反して興行収入は低下した。『13日の金曜日 PART2』は780万枚のチケットを販売し、 『ハロウィンII』は920万枚を販売した。両方の続編のチケット販売数は前作の約半分程に減少したが、まだ非常に人気があった（『ハロウィンII』は『狼男アメリカン』に次いで年間で2番目に興行収入が高いホラー映画であった）。
独立系企業は『ファイナル・イグザム/惨殺の5日間』『ブラッディ・バースデイ/天使の顔をした悪魔の子供たち』、『ヘルナイト』、『陰獣の森/ふりむくな！忍びよる殺人鬼の影』、ウェス・クレイヴンの『インキュバス 死霊の祝福』と『鮮血！悪夢の卒業式』などのスラッシャー作品を量産した。ファンタジーとSFジャンルは、『ストレンジ・エクスペリメント（Strange Behavior）』『GhostKeeper』『デビルスピーク』においてスラッシャー映画と融合し続けた。国際市場では、イタリアで『Absurd』と『生体ジャンク！狂殺の館』、ドイツで『ブラディ・ムーン/血ぬられた女子寮』が制作された。

### 1982
低予算で大きな利益が得られるオリジナルビデオの制作が相次いだ。Varietyによれば、インディペンデントホラー映画『マッドマン・マーズ』はニューヨーク市の興行収入トップ10にランクインする好調な滑り出しであったが、ホームビデオでのより健康的な生活のためにすぐに劇場から消えた。『血の学寮』と『Honeymoon Horror』は、それぞれ5〜9万ドルで制作されVHS黎明期に成功を収めた。この変化により、独立プロダクションは劇場の配給を見つけることが困難になり始めた。『Girls Nite Out』は1982年に非常に限られた規模で公開されたが、1984年にさらに多くの劇場で再公開され、最終的にVHSが発売され家庭で見られるようになった。ポール・リンチの『猟獣人ヒューモンガス』はAVCO Embassy Picturesを通じて公開されたが、経営の変更により映画の劇場公開が大幅に制限された。『X線/悪魔が棲むホスピタル～連続殺人』や『Night Warning』などの映画は、レンタルビデオ店でのレンタルが好調であった一方で、『Dark Sanity』、『The Forest』、『Unhinged』、『ハロウィーン・夜の罠（Trick or Treats）』、『Island of Blood』は、劇場公開がほとんどなくビデオレンタル量も平均以下で世に知られることはなかった。
『魔島』、『死霊の悪夢』、『ブラッド・ソング』及び『迷信～呪われた沼～』（超自然的現象をテーマにした『ハロウィンIII』はハロウィンフランチャイズの一部ではあるが、スラッシャー映画の方式に固執してはいない）といった超自然的なスラッシャー映画の人気は高まりつつあった。ニュー・ライン・シネマが初めて公開した長編映画『ジャンク・イン・ザ・ダーク』の収益はわずかであり、当初は批評家も取り合わなかったが、後に批評家の再評価を得ている。監督のエイミー・ホールデン・ジョーンズと作家リタ・メイ・ブラウンは『スランバー・パーティー大虐殺』において男性に対する搾取的な暴力を披露するために性別を変更した一方で、『面会時間』はリベラルのフェミニズムを男らしい右翼的偏見と争わせ搾取的な結果をもたらした。
最初のスラッシャー三部作『13日の金曜日 PART3』は大成功を収め、1200万枚のチケットを販売し、 興行収入トップの『E.T.』をその座から引きずり下ろした。映画の象徴的なホッケーマスクは、大衆文化の図像に成長した。ユニバーサル・ピクチャーズは『Death Valley』がほんのわずかしか公開されなかった一方で、コロンビア ピクチャーズは『バイオニック・マーダラー』でささやかな成功を収めた。独立配給社のエンバシー・ピクチャーズは、『セダクション 盗撮された女』を公開し、興行収入は1100万ドルを突破した。同作はブロックバスターの『危険な情事』（1987年）および『氷の微笑』（1992年）より数年前に公開されたエロティックなスラッシャースリラーである。　
アメリカ国外においては、オーストラリアで『悪夢の系譜/日記に閉ざされた連続殺人の謎』が上映された一方で、プエルトリコの『ブラッド・ピーセス/悪魔のチェーンソー』はボストンとマドリードでスペイン人の監督とイタリア系アメリカ人プロデューサーによって撮影された。イタリアのジャッロはセルジオ・マルティーノの『死霊の暗殺/エトルスカン』、ルチオ・フルチの『ザ・リッパー』およびダリオ・アルジェントの『シャドー』の公開作品でスラッシャー映画の影響を受けていた。

### 1983
従来のスラッシャー映画は作品数が少なくなっていった。『スプラッター・ナイト/血塗られた女子寮』は、『プロムナイト』（1980）と同じ一般的なプロットに従い、やましいところのある10代の若者達が、酷い秘密のために殺人鬼に狙われる内容となっている。『Sweet Sixteen』が『誕生日はもう来ない』（1981）から借りているように、『ファイナル・テラー』は『序曲・13日の金曜日』（1981）から視覚的および主題的要素を借りている。年間で最も成功したスラッシャーは『サイコ2』で、興行収入は3400万ドルを超えた。この映画はまた、前作のキャストメンバーアンソニー・パーキンスとヴェラ・マイルズを再会させた。リチャード・スペックの現実の犯罪に触発された『殺人鬼』は、同作のホラーのテーマよりも俳優チャールズ・ブロンソンが演じる正義感溢れる人物を売り込んだ。ホームビデオで成功を収めたロバート・ヒルツィックの『サマーキャンプ・インフェルノ』は、思春期の犠牲者と小児性愛と異性服装倒錯のテーマといったユニークな要素が取り入れられている。『サマーキャンプ・インフェルノ』には当時タブー視されていた同性愛のシーンが含まれている。
カナダでは、ミステリー『肉欲のオーディション/切り裂かれたヒロインたち』は短期間の劇場公開後にVHSがヒットした。一方で、『アメリカン・ナイトメア/夜の切り裂き魔』は売春婦、薬物中毒者、ポルノ中毒者の描写に対する批判から、レンタルビデオ店でのレンタル率が落ち込んだ。僅か4万ドルでビデオ撮影された『Sledgehammer』は、雑誌「プレイガール」モデルのTed Priorが「ファイナル・ガイ」であることが示される性別逆転のクライマックスを迎える。同年VHSとして販売されたスラッシャー映画には『ブラッドビート 血に飢えた魔性の刃』、『二重露出/死のシャッター』、『スカルプス』があり、後者は史上最も検閲された映画の1つであると主張されている。このジャンルの作品公開が少なくなっていった。『モーチュアリー』のポスターには、アンデットは映画とは何の関係もないにも関わらず、墓から突き出されている手が描写されている。配給会社は興行収入の減退を認識しており、『モーチュアリー』のような長い間公開が棚上げされるのは違うと考えるように観客を欺こうとした。

### 1984
映画館ではスラッシャー映画の人気はほとんど無く、黄金時代の終焉が近づいていた。制作率は急落し、主要スタジオは数年前に非常に収益性が高かったジャンルを殆ど見捨てた。『スプラッター・ユニバーシティ（Splatter University）』、『呪いのつるぎ（Satan's Blade）』、『Blood Theatre』、『スプラッターズ・ロック（Rocktober Blood）』、『エンゼルターゲット（Fatal Games）』など、劇場で短期間上映された1984年の多くのスラッシャー映画は、VHSでさまざまな程度の成功を収めた。『新バーニング 鬼火伝説／虐殺の谷（The Prey）』や『Evil Judgement』のような映画は数年前に撮影され、最終的に小規模な劇場公開が行われた。『サイレント・キラー/白い狂気』は3Dを使用して『13日の金曜日 PARTIII』（1982年）の成功に乗ったが、VHS版では3D映像は収録されなかった。
『13日の金曜日・完結編』でジェイソン・ボーヒーズの時代が終わり、主なマーケティングツールが消滅した。北米で1000万枚のチケットを販売した完結編は、ジェイソンの終焉がジャンルの転換を示したとしてもフランチャイズが続くことをほのめかした。この転換は『悪魔のサンタクロース 惨殺の斧』（1984）からの論争によって強調されており、『悪魔のサンタクロース』を上映する映画館にデモ隊が「死体ではなく、ひいらぎでホールをかざろう！」（Deck the hall with holly – not bodies!）と書かれたプラカードと共にピケを張った。同年の『クリスマスまで開けないで サンタクロース殺人事件』などのクリスマスをテーマにした他のホラー映画の存在にも関わらず、悪魔のサンタクロースのプロモーション資料は「彼はあなたがいたずらしているときを知っている」（He knows when you've been naughty）とのタグラインと共に殺人サンタを呼び物にしていた。同作は1984年11月にトライスター ピクチャーズによって公開されたが、キャロル歌手が粘り強くブロンクスの映画館にて週に一度同作を上映するよう強いた。急速に広まった怒りが映画の排除につながり、74万1500枚のチケットしか販売されなかった。
黄金時代のスラッシャーへの関心が衰えた時に、ウェス・クレイヴンの『エルム街の悪夢』はファンタジーと超自然現象を費用対効果の高い方法でミックスすることでジャンルを活性化した。クレイヴンは以前、『死霊の祝福』（1981）でスラッシャー映画をネタにしていたが、『鮮血の美学』（1972）と『サランドラ』（1977）で彼が作成したジャンルが彼に経済的に利益をもたらさなかったことに不満を感じていた。1981年以来、エルム街の悪夢を展開しているクレイヴンは、劇場用スラッシャー映画の公開による収益の減少していたため時間切れを認識していた。『エルム街の悪夢』、特に同作の悪役のフレディ・クルーガー （ロバート・イングランド）は文化的現象になった。わずか180万ドルの予算で制作されたこの映画は商業的に成功し、北米では2550万ドル以上の収益を上げ、歴史上最も成功した映画フランチャイズの1つを立ち上げた。『エルム街の悪夢』はニュー・ライン・シネマがハリウッドの主要企業になるための必要な成功をもたらした。今日まで、ニュー・ラインは「フレディが建てた家」と呼ばれている。黄金時代に公開された最後のスラッシャー映画『血ぬられた入寮式 呪われた女子大生の謎（The Initiation）』は、『エルム街の悪夢』によって影が薄くなっていた （両方の映画はストーリー要素として夢と酷く燃えた「悪夢の男」を特徴としていた）。 『エルム街の悪夢』の成功は、特殊効果に依存したホラー映画の新たな波として歓迎され、低予算の黄金時代の特徴をほぼ完全に黙らせた。

## ビデオ映画とフランチャイズ（1985〜1995）
『エルム街の悪夢』の成功にもかかわらず、倦怠感はスラッシャージャンルに打撃を与え、その人気は大幅に低下した。VHSの人気に支えられたホームビデオ革命は低予算の映画制作に新たな手段を提供した。劇場公開のための主要なスタジオの支援無しにスラッシャー映画はホームビデオ市場でポルノに次いで二番目となった。より経済的なアプローチに対応するための予算の削減は大抵はクオリティの低下に見舞われた。『仮面のレジデンス』（1985）、『猟奇！惨殺魔/ザ・ミューティレーター』（1985）、『Blood Rage』（1987）、『キラー・パーティー/聖女のブラック・ミサ』（1986）、『狂気！呪いのモーテル』（1986）などの黄金時代に撮影された名残の映画はビデオが流通するようになった。パンク・ロックムーブメントを反映して、初心者の映画製作者は誰でもホームビデオで映画を作れることを証明し、その結果『ブラッド・カルト/悪魔の殺人集団』（1985）、『ザ・リッパー/真夜中の切り裂きジャック』（1985）、『Spine』（1986）、『虐殺仮面/禁断の不倫殺人鬼』（1986）、『エアロビクス殺人事件』（1987）及び『プラデューム/悪夢の閃光魔宮』（1989）などのビデオ撮影されたスラッシャーが制作されるようになった。あまり知られていないホラー映画『サマーキャンプ・インフェルノ』、『The Slumber Party Massacre』、『悪魔のサンタクロース』は、ホームビデオのフランチャイズになった。『サランドラⅡ』（1985）及び『新・13日の金曜日』（1985）は劇場公開されたが、どちらの映画も早急に制作された続編『エルム街の悪夢2 フレディの復讐』（1985）のように受け入れられなかった。あからさまな同性愛要素があると区別された『フレディの復讐』は、1985年の最高収益のホラー映画となり、「夢」のスラッシャー映画『ドリームマニアック』（1986）、『悪夢の惨劇』（1988）、『デッドリー・ドリーム/夢が殺しにやってくる』（1988）そして『ドリームデーモン』（1988）にインスピレーションを与えた。
パラマウント・ピクチャーズはパロディ作品『エイプリル・フール』を公開し同社の『13日の金曜日』の姉妹フランチャイズを始めることを望んだが、映画の興行収入はいまひとつで、シリーズ化されることはなかった。他のパロディー三作『ブラック・フライデー』（1986）、『悪魔のいけにえ2』（1986）及び『13日の金曜日PART6 ジェイソンは生きていた!』（1986）の興行収入も期待外れであった。『悪魔のいけにえ2』のチケットの売り上げは200万枚で、『ジェイソンは生きていた!』は520万枚であり、どちらも過去作より大幅に減少した。1980年代に人気だったアダルト・アクション・スリラーの愛好者層を満たそうとしたシルヴェスター・スタローンの警官スリラー『コブラ』（1986）は、アクション映画として宣伝された事実上のスラッシャー映画であり、1320万枚のチケットを販売した。VHS市場は、 テリー・オクィンやブルース・キャンベルなど性格俳優からスターを輩出した。それぞれが出演したインディペンデントホラースリラーの『W/ダブル』（1987）と『マニアック・コップ』（1988）は、劇場公開よりもVHSの販売が好調だった。オクィンは『ステップファーザー2/危険な絆』（1989）で再び出演したが、『ステップファーザー3』で同じ役で登場することはなく、キャンベルも同様に『マニアック・コップ2』（1990）ではカメオ出演にとどまり、『マニアック・コップ3 復讐の炎』（1993）には出演しなかった。
『エルム街の悪夢』シリーズは1980年代後半のホラーシーンを支配し、『エルム街の悪夢3 惨劇の館』（1987）は北米で1150万枚のチケットを販売し『エルム街の悪夢4 ザ・ドリームマスター 最後の反撃』（1988）はさらに1200万枚のチケットを販売した。他のフランチャイズと比較すると、『13日の金曜日 PART7 新しい恐怖』（1988）と『ハロウィン4 ブギーマン復活』（1988）は、それぞれ約450万枚のチケットを販売しており、これは『エルム街の悪夢』の映画の半分未満である。 フレディ・クルーガーの個性主導の魅力は、チャッキーやキャンディマンのようなキャラクターに十分な対話が与えられ、黄金時代にはほぼ無視されていた都市環境が舞台となるなど映画製作者にとって無駄とはならなかった。チャッキーの『チャイルドプレイ』（1988）と1990年の続編では合計1470万枚以上のチケットを販売し、『キャンディマン』（1992）は620万枚販売した。『チャイルド・プレイ3』（1991）が北米で350万枚、『キャンディマン2』（1995）が320万枚しか売れなかったため、どちらのフランチャイズもかなり早くに映画制作が中断した。
アメリカ国外において、スラッシャー映画の人気は保たれていた。メキシコは『Zombie Apocalypse』（1985）、『ショック・ザ・ナイトメア/異次元の悪夢』（1988）、『ヘルグレイブ／悪魔の死体蘇生実験（Grave Robbers）』（1990）、『Hell's Trap』（1990年）を公開した。ヨーロッパでは、スウェーデンの『血のロックン・ロール』（1985）、イギリスの『Lucifer』（1987）、スペインの『EYES-眼-（Anguish）』（1987）、イタリアの『アクエリアス』（1987）及び『ブラディ・キャンプ/皆殺しの森』（1987）が公開された。アジア・太平洋では、オーストラリアが『コーダ/殺しの旋律』（1987）、『Houseboat Horror』（1989）、及び『ブラッド・ムーン』（1990）を公開し、日本では『死霊の罠』（1988）、『ブラディ・ポンポン/切り裂きチアガール』（1988）が公開された。
1989年までに主要なスラッシャー映画のシリーズの人気は衰えていき、『13日の金曜日 PART8 ジェイソンN.Y.へ』（1989）、『エルム街の悪夢5 ザ・ドリームチャイルド』（1989）、『ハロウィン5 ブギーマン逆襲』（1989）などは興行的に失敗した。『ドリームチャイルド』のチケット販売数は560万枚と（過去作と比べて）急減し、『ジェイソンN.Y.へ』と『ブギーマン逆襲』はそれぞれ約300万枚しか売れなかった。チケット販売が減少したため、『13日の金曜日』と『ハロウィン』のフランチャイズの権利は、それぞれニュー・ライン・シネマとミラマックスに売却された。現在、ジェイソン・ボーヒーズとフレディ・クルーガーの両方のキャラクターを所有しているニュー・ラインは、フランチャイズのクロスオーバー映画を検討している。『エルム街の悪夢 ザ・ファイナルナイトメア』（1991）と『13日の金曜日 ジェイソンの命日』（1993）はこのフランチャイズのクロスオーバーを開始したが、両方の映画の利益の低下が10年間プロジェクトを停滞させた。『ハロウィン6 最後の戦い』（1995）は、ミラマックスのディメンション・フィルムズのバナーの下で公開されたが、ファンには否定的な評価をされ、興行収入も少なかった。

## ポストモダンのスラッシャー（1996〜現在）
『エルム街の悪夢 ザ・リアルナイトメア』（1994）は、フレディ・クルーガーにインスパイアされた悪魔がターゲットとする真のペルソナのバージョンを俳優が演じる際に、オリジナルのエルム街映画の登場人物を自己言及的かつ皮肉な方法で利用した。『リアルナイトメア』は、北米の興行収入で230万枚のチケットを販売した。クレイヴンが監督し、ケビン・ウィリアムソンが脚本を手掛けた『スクリーム』（1996年）は、ポストモダンのユーモアと直感的な恐怖を両立させるという意外な形で、スラッシャー映画の人気を復活させた。映画は黄金時代のノスタルジアを利用しているが、その当時の若い俳優や人気の音楽で若い視聴者にアピールした。『ハロウィン』（1978）、『プロムナイト』（1980）、『13日の金曜日PART6／ジェイソンは生きていた!』（1986）のファンを自認するウィリアムソンは、ホラー映画の伝承に精通し、観客が認識しているすべてのクリシェを知っているキャラクターを書き上げた。この映画は世界中で1億7300万ドルの収益を上げ、史上最高の売り上げを記録したスラッシャー映画および国内の興行収入で1億ドルを超えた最初の映画となり、『羊たちの沈黙』（1991）以来最も成功したホラー映画であった。『スクリーム』のマーケティングは、同作のスターのセレブリティを披露する「新しいスリラー」としてスラッシャーのサブジャンルから距離を置き、同作の暴力よりもドリュー・バリモア、コートニー・コックス、ネーヴ・キャンベルの当時の人気スターの出演を売り込んだ。
ウィリアムソンのフォローアップ『ラストサマー』（1997）は、『プロムナイト』と『スプラッター・ナイト/血塗られた女子寮』（1983）から大きな影響を受けた。『スクリーム』の 「批評的証拠」の成功から1年以内に公開されたこの映画は、北米の興行収入で約1600万枚のチケットを販売した。2か月後、 ディメンション・フィルムズは『スクリーム２』（1997）を公開し、当時のR指定映画の中で最も高い収益の公開週末となり、2200万枚のチケットを販売する大ヒットになった。『スクリーム』のマーケティングの成功を参考にして、『ラストサマー』と『スクリーム2』の宣伝資料は、レベッカ・ゲイハート、サラ・ミシェル・ゲラー、 ジェニファー・ラブ・ヒューイット、ジョシュア・ジャクソン、ローリー・メトカーフ、ジェリー・オコンネル、ライアン・フィリップ、 ジェイダ・ピンケット＝スミス、フレディ・プリンゼ・ジュニア、リーヴ・シュレイバーらキャストメンバーの知名度に大きく依存していた。
『スクリーム』と『ラストサマー』は国際的にも人気を博した。アジアでは香港が『山狗1999』（1999）を公開し、韓国が『海辺へ行く』（2000）、『REC【レック】』（2000）及び『友引忌（ともびき）』（2000）を公開した。オーストラリアのポストモダンの『Cut カット!』（2000年）は、アメリカの女優モリー・リングウォルドをヒロインに起用した。イギリスは『キリング・オブ・サイレンス 沈黙の殺意』（1999）を公開し、オランダはティーン系のスラッシャー映画『School's Out』（1999）、ドイツは『ザ・ブルー』（2001）を公開した。ボリウッドは最初のミュージカルとスラッシャーのハイブリッド作品『Kucch To Hai』（2003）や、より率直な『Dhund：The Fog』（2003）を制作した。
『スクリーム2』は、1990年代のスラッシャー映画への関心の高いポイントだった。『ルール』（1998年）は、800万枚のチケットを販売するそこそこのヒットとなったが、スラッシャー映画の人気はすでに落ち始めていた。『ハロウィンH20』（1998年）、『チャイルド・プレイ/チャッキーの花嫁』（1998年）、『ラストサマー2』（1998年）などの興行収入で成功を収めた続編は、再びアダム・アーキン、ジャック・ブラック、LL・クール・J、ジェイミー・リー・カーティス、ジョセフ・ゴードン＝レヴィット、ジョシュ・ハートネット、キャサリン・ハイグル、ブランディ・ノーウッド、ジョディリン・オキーフ、メキ・ファイファー、ジョン・リッター、ジェニファー・ティリー、ミシェル・ウィリアムズなどのキャストをアピールするマーケティングを行った。低予算のスラッシャー映画『ミッドナイト・スクリーム　The Clown at Midnight』（1998）と『インシデント』（2000）は、当時のドル箱俳優を起用する余裕のある潤沢な予算のホラー映画との競争に苦労した。
ケヴィン・ウィリアムソンが脚本を手掛けていない最初のスクリームシリーズ作品『スクリーム3』（2000）は1650万枚のチケットを販売する大成功を収めたが、口コミの評判の悪さなどから過去作の水準まで達することはなかった。『ルール20』（2000）はわずか400万枚のチケットしか売れず、2年前の前作のチケット販売数の半分未満だった。『ラストサマー』と『ルール』の両方のフランチャイズは、オリジナルビデオ市場に追いやられた。このほかにも『バレンタイン』（2001年）と『ジェイソンX』（2002年）の興行収入は失敗に終わり、『ハロウィン レザレクション』（2002年）は批評家からの評判も悪く、チケットの売り上げも前作の半分以下にとどまり、ジャンルは崩壊を見せていた。1986年以降から制作中だったニュー・ライン・シネマの待望の『フレディvs.ジェイソン』（2003）は、『スクリーム』を参考にしてノスタルジアと有名な俳優を混ぜ合わせた。国内の興行収入で1400万枚の大規模なチケットを販売し、黄金時代のスラッシャー映画への象徴的なラブレターの役割を果たした。
『ファイナル・デスティネーション』（2000）や『ジーパーズ・クリーパーズ』（2001）のような映画は、主流映画におけるスラッシャー映画の価値を維持した一方、『ハロウィン』や『エルム街の悪夢』、『スクリーム』などで描かれた、標準的な方式から逸脱していた。『Make a Wish』（2002）と『HellBent』（2004）の映画製作者は、ゲイやレズビアンの視聴者にアピールするためにストーリーを多様化した。主に黒人のキャストを起用するアフリカ系アメリカ人の映画製作者は、『Killjoy』（2000）、『Holla If I Kill You』（2003）、『Holla』（2006）、『サムバディ ヘルプミー』（2007）においてジャンルに挑戦した。
250万枚のチケットを販売した低予算映画『クライモリ』（2003）の続編は、オリジナルビデオとして展開された。世界中の映画製作者が、視聴者が受け入れる画面上の暴力の水準を調べた。ミュージシャンで映画監督のロブ・ゾンビは『マーダー・ライド・ショー』（2003）と『デビルズ・リジェクト マーダー・ライド・ショー2』（2005）において、ホラーというジャンルを大衆文化から引き離し、エクスプロイテーション映画に回帰しようとした。フランスの新過激主義（New French Extremity）の暴力は、世界的なヒットとなった『ハイテンション』（2003）、『正体不明 THEM -ゼム‐』（2006）、『屋敷女』（2007）、『フロンティア』（2007）及び『マーターズ』（2008）に影響を与えた。当時の他のヨーロッパのスラッシャー映画には、オーストリアの『デスメール』（2006年）、ノルウェーの『コールドプレイ』（2006年）と同作の2008年の続編があり、イギリスでは『ザ・シャドー 呪いのパーティー』（2002）、『0:34 レイジ34フン』（2004）、『サヴァイヴ 殺戮の森』（2006）、『処刑島』（2006）、『The Children』（2008）、『バイオレンス・レイク』（2008）、『Tormented』（2009）など数多くのスリラーが制作された。アジアでは、台湾で『絕命派對』（2009）、タイでは『Scared』（2005）および『裁断分裂キラー スライス』（2009）、韓国では『師の恩』（2006）が公開された。
低予算の北米のスラッシャー映画は、 DVD（時代遅れのVHS形式に取って代わる）の発売前に限られた劇場で公開された。『ビハインド・ザ・マスク』（2006）、『マンディ・レイン 血まみれ金髪女子高生』（2006）、『殺人遊園地』（2006）、『HATCHET/ハチェット』（2006）、『罰ゲーム』 （2006）、『The Tripper』（2006）、『シー・ノー・イーヴル 肉鉤のいけにえ』（2006）、及び『悪魔の毒々ボウリング』（2008）はそれぞれ80年代初期のスラッシャー映画を参照しているが、『ソウ』（2004）およびその続編をきっかけに、スプラッター映画が密集する市場での流通は限定的だった。30年以上にわたってホラー界で最も有名な一人であるウェス・クレイヴンが監督を務めた『ウェス・クレイヴンズ ザ・リッパー』（2011）と『スクリーム4: ネクスト・ジェネレーション』（2011）は、それぞれ180万枚と470万枚のチケットしか売れず、興行収入は期待外れのものとなった。『ストレンジャーズ/戦慄の訪問者』（2008）と『サプライズ』（2011）は、彼らの職人技と9・11以降の家庭侵略のジャンルの新たな工夫に対する賞賛を受けたが、どちらの映画もホラーファン以外の多くに関心を持たれることはなかった。1980年代のオマージュである『タッカーとデイル 史上最悪にツイてないヤツら』（2010）と『ファイナル・ガールズ 惨劇のシナリオ』（2015）は、テーマと感情のサブテキスト（ステレオタイプ化と悲嘆など）を追加し、ホラーと人情を巧みに組み合わせたことが称賛されている。メタホラーの予想外の大ヒット作『キャビン』（2012）は、先入観を揺るがし予想外の方法で変化させて、スラッシャー映画だけではないホラージャンル全体における観客が過去に固執しない驚きのオリジナルスリラーを求めていたという意識転換点を示した経済的かつ重大な成功であった。これらの小さいながらも顕著な変化は、今後10年間でジャンルに影響を与えるようになる。

### リメイクとリブート
1990年代の『スクリーム』にインスパイアされたスラッシャー映画の人気が衰える一方、『悪魔のいけにえ』のリメイク『テキサス・チェーンソー』（2003）は、一般人の1974年のオリジナルへの親しみを再現しつつも最新のスリルとサスペンスを約束したことで予想外の大ヒットとなった。 ガス・ヴァン・サントの『サイコ』（1998）と同様に、『テキサス・チェーンソー』は商業的魅力を最大にするために、オリジナルの映画の物議を醸した側面を薄めている。『テキサス・チェーンソー』は北米で1350万枚以上のチケットを販売しており、その続編『テキサス・チェーンソー ビギニング』（2006）は収益の減少に見舞われたものの、600万枚とまずまずの数のチケットを販売した。
21世紀の『悪魔のいけにえ』のリメイクの成功に便乗し、『蝋人形の館』（2005）、『ファイナル・デッドコール 暗闇にベルが鳴る』（2006）、『血のエイプリルフール』（2008）、『テラートレイン』（2008）が公開された。同名の作品のリメイク『ザ・フォッグ』（2005）、『ストレンジャー・コール』（2006）、『プロムナイト』（2008）は、できるだけ10代の観客を引きつけるためにPG-13指定で公開されたが、『プロムナイト』のみがリメイク元の映画よりも多くのチケットを販売した。ロブ・ゾンビの『ハロウィン』（2007）は、1978年のオリジナル映画のシンプルさを取り入れたが、批評家によると、最初の映画を成功に導いたすべてのものを置き換えるという極端なビジョンを追加した。ゾンビが手がけた『ハロウィン』のチケットの売り上げは約850万枚だったものの、否定的な評価によってイメージが悪化し、2年後に公開された暴力的な続編『ハロウィンII』（2009）のチケットの売り上げは450万枚だった。『ハロウィン』や『悪魔のいけにえ』のリメイク版でみられた極端な暴力は、『ヒルズ・ハブ・アイズ』（2006）と評判の悪い続編『ヒルズ・ハブ・アイズ2』（2007）でピークに達した。
リメイクブームは2009年に『ブラッディ・バレンタイン3D』、『13日の金曜日』、『The Last House on the Left』、『スプラッター・ナイト 新・血塗られた女子寮』、『ステップファーザー 殺人鬼の棲む家』、『ハロウィンII』が公開される中でピークに達した。そのうち、『13日の金曜日』は870万枚のチケットを販売して最も成功し、『スプラッター・ナイト』はチケット販売数が160万枚未満と最も成功しなかった。『13日の金曜日』のリメイクのように、翌年の『エルム街の悪夢』（2010年）は公開週末の興行収入は好調だったが、その後すぐに興行収入チャートから消えた。ビデオ映画リメイク『マザーズデイ』（2010年）、『サイレント・ナイト 悪魔のサンタクロース』（2012年）や『Silent Night, Bloody Night: The Homecoming』（2013年）は、反応や賞賛を殆ど得ることはなかった。『チャイルド・プレイ/誕生の秘密』（2013）は、チャイルド・プレイフランチャイズの続編（リブートの要素を含む）で最初の劇場未公開作品であり、好評を博し2017年に独自の続編がリリースされた。リブートの『飛びだす 悪魔のいけにえ レザーフェイス一家の逆襲』（2013）は、1974年のオリジナル版の続編として公開されたが、興行収入の不振により、前日譚の『レザーフェイス-悪魔のいけにえ』 （2017）はオンデマンド配信が中心となり劇場公開は限定的だった（『レザーフェイス』は2015年に撮影されたが、2年間リリースが棚上げされた）。

### 最近の傾向
興行収入の減少により、映画製作者はホラー映画のジャンルを創造的にテレビ視聴者へと移すようになった。FXの『アメリカン・ホラー・ストーリー』とAMCの『ウォーキング・デッド』の成功が、多くのネットワークにホラーシリーズ（一部はスラッシャー映画を構造化またはベースとした）制作のゴーサインを出した。A&Eの『ベイツ・モーテル』とMTV（現・VH1）の『Scream』は創造的な死とカタルシスのサスペンスを提供し、フリーフォームの『プリティ・リトル・ライアーズ』とCWの『リバーデール』は若い成人層に対してより抑制されたアプローチを取った。Netflixの『スラッシャー』とフォックス放送の『スクリーム・クイーンズ』は、毎シーズン新しい設定とミステリーを備えたアンソロジーであることが意図されていた。『悪い種子』のテレビリメイクが2018年秋にライフタイムで放映された。 2018年6月にはチャイルド・プレイクリエイターのドン・マンシーニがブラッド・ドゥリーフがチャッキー（の声）役のテレビシリーズを購入しているとツイートした。シリーズはSci-Fiネットワークで放映される。
『イット・フォローズ』（2014）は、悪魔的ファンタジーと暗喩的なサブテキストをスラッシャー映画のスタイルと融合させることにより、大きな成功を収めた。『ザ・ゲスト』（2014）と『ドント・ブリーズ』（2016）は、従来の言葉のあや（比喩）を意外な方法でホラーと結びつけた。
『パラノーマル・アクティビティ』と『インシディアス』シリーズで成功を収めたブラムハウス・プロダクションズ（ジェイソン・ブラムが設立）は、中予算のスラッシャー映画『パージ』（2013）、『ハッピー・デス・デイ』（2017）、『トゥルース・オア・デア 〜殺人ゲーム〜』（2018）を公開した。『パージ』はその後に三作の続編とテレビシリーズが制作された一方、『ハッピー・デス・デイ 2U』は2019年2月にささやかな成功を収めた。ブラムハウスはメタ続編『The Town That Dreaded Sundown』（2014）と新シリーズを開始するために過去作に遡る設定を補完した『ハロウィン』（2018）を公開した。特に『ハロウィン』は、ブラムハウスとユニバーサル・ピクチャーズにとって大成功であった。オリジナル映画の40周年記念に公開された同作でプロデューサーのジョン・カーペンターと主演女優のジェイミー・リー・カーティスが再会した。『ハロウィン』は、ブラムハウスの最大のデビューであり、スラッシャー映画においても最大のデビューで、女性主演のホラー映画の最大のデビュー、55歳以上の女性が主演する映画で最大のデビューと複数の記録を塗り替えていった。連続する2つの続編として『Halloween Kills』（2021）と『Halloween Ends』（2022）が公開された。
『ハロウィン』の多額の興行収入と好調な批評レビューの直後、ロイ・リーのヴァーティゴ・エンターテインメントとレブロン・ジェームズのスプリングヒル・エンターテインメントは、『13日の金曜日』の第十三作目の映画の権利を買収した。 ブラムハウスとユニバーサル・ピクチャーズは『暗闇にベルが鳴る』の二度目のリメイク映画公開（2019年12月13日予定）のために再提携した。2019年6月19日には『IT/イット “それ”が見えたら、終わり。』の共同プロデューサーは、チャッキーを殺人鬼の悪霊に取り憑かれた人形としてではなく、人工知能を内蔵したおもちゃとして描いたリブート作品『チャイルド・プレイ』を公開した。ジョーダン・ピールは、ユニバーサル・ピクチャーズとMGMが2020年6月に公開予定の『Candyman』を制作している。

## 引用された作品
- DiMarie, Philip C., ed. (2011). Movies in American History: An Encyclopedia. 1. ABC-CLIO. ISBN 978-1-598-84296-8
- Kerswell, J.A. (2012). The Slasher Movie Book. Chicago, Ill.: Chicago Review Press. ISBN 978-1556520105